# Annyeong! UFO
Annyeong! UFO (안녕! 유에프오?), noto anche con il titolo internazionale Au Revoir, UFO, è un film del 2004 diretto da Kim Jin-min.

## Trama
Sang-hyeon è un autista di autobus che si innamora di Kyeong-woo, una ragazza cieca trasferitasi nel suo quartiere; l'uomo le nasconde tuttavia la sua identità.